# Stara Kamionka (Suwałki)
Pour les articles homonymes, voir Stara Kamionka.
Stara Kamionka est un village de Pologne, situé dans la gmina de Bakałarzewo, dans le Powiat de Suwałki, dans la voïvodie de Podlachie.

## Source
- (en) Cet article est partiellement ou en totalité issu de l’article de Wikipédia en anglais intitulé « Stara Kamionka, Suwałki County » (voir la liste des auteurs).